# Pelophylax kurtmuelleri
Pelophylax kurtmuelleri é uma espécie de anfíbio anuro da família Ranidae. É considerada pouco preocupante pela Lista Vermelha da UICN. Está presente em Albânia, Dinamarca, Grécia, Itália. Foi introduzida em Dinamarca, Itália.